# Heliophanus pistaciae
Heliophanus pistaciae är en spindelart som beskrevs av Wesolowska 2003. Heliophanus pistaciae ingår i släktet Heliophanus och familjen hoppspindlar. Inga underarter finns listade i Catalogue of Life.